# Варлаам (Косовський)
Єрофей Косовський (чернече ім'я Варлаам; бл. 1654, Київ — 5 травня 1721, Смоленськ) — український та московитський релігійний діяч, православний місіонер у країнах Західного Сибіру, митрополит Смоленський і Дорогобузький (1720–1721). Випускник Києво-Могилянської академії.

## Біографія
Народився в купецькій сім'ї, закінчив Києво-Могилянську академію (навчався разом з майбутніми митрополитами Димитрієм (Туптало), Філофеєм (Лещинським), Йоасафом (Кроковським)). Також навчався в іноземних єзуїтських школах.
У 1690 році прийняв чернечий постриг, був келарем, а потім намісником київського Миколаївського Пустинного монастиря. У 1702 році був викликаний до Тобольська митрополитом Філофея (Лещинського), який призначив його проповідником відкритої ним при архієрейському будинку школи. Пізніше був зведений в архімандрита Мангазейского Троїцького монастиря.
16 грудня 1706 за клопотанням митрополита Філофея був хіротонізований на єпископа Іркутського і Нерчинского, вікарія Тобольської митрополії. В Іркутську він налагодив відношення з місцевим купецтвом, домігся виділення землі під будівництво архієрейського будинку (не був побудований через відсутність коштів), висвячував кліриків. Не маючи багатьох повноважень, зокрема в області церковного суду, багато питань Варлааму доводилося довго погоджувати в Тобольську у митрополита.
У 1710 році єпископ Варлаам в результаті конфлікту з митрополитом Філофеєм залишив Сибір і самовільно поїхав до Москви, забравши з собою всю ризницю архієрейського будинку. Три роки він прожив у Москві, продовжуючи числитися єпископом Іркутським. Завдяки клопотанню митрополита Стефана (Яворського) 21 січня 1714 був призначений тверским архієреєм. Зробив ряд заходів щодо поліпшення стану справ єпархії. У 1720 році був присутній в Сенаті при затвердженні Духовного регламенту.
9 червня 1720 був зведений в сан митрополита і призначений на Смоленську кафедру. Помер в 1721 році і був похований в Успенському соборі Смоленська. Після Варлаама залишилося численне майно, опис якого займає 96 аркушів. Він володів великою бібліотекою, основну частину книг якої складали західноєвропейські видання (на латині, польською, французькою, німецькою та грецькою мовами), включаючи твори Гомера, Цицерона, Цезаря Баронія.